# توجيه النبيه لمرضاة باريه
توجيه النبيه لمرضاة باريه، كتاب للشيخ عمر بن حفيظ، وهو عبارة عن دروس ومواعظ للشيخ، جمعها تلميذه فهمي بن علي بن عبيدون.

## أقسام الكتاب
1. الباب الأول: مدخل واستفتاح لفقه الدعوة وشرف القيام بها.
2. الباب الثاني: عالمية الدعوة وقواعد السعة، والاتساع في الفهم والمعاملة والخطاب.
3. الباب الثالث: الهمة والعزيمة بداية الانطلاق لفقه الدعوة والارتباط بالله.
4. الباب الرابع: ضوابطها وأهميتها في حياة الداعي والسالك وأهمية السكينة والوقار.
5. الباب الخامس: المحبة في الله: آدابها وآثارها على الدعوة والدعاة.
6. الباب السادس: أسس وقواعد الاحترام الخاص والعام وقاعدة في التعامل مع المستقبليات والمرائي.
7. الباب السابع: حسن الظن وسعة المشهد، قاعدة لا بد منها لصحة المعاملة مع الله.
8. الباب الثامن: ضوابط في التعامل مع الكفار ومنهجنا في الفهم وعدم الانبهار لما يأتي من قبلهم.
9. الباب التاسع: ضوابط في التعامل مع المعترض والتفكير في جمع الأمة.
10. الباب العاشر: معان سامية في قواعد السير إلى الله وتزكية النفس وكلام في الحقائق والذوق.
11. الباب الحادي عشر: معان راقية بلسان الحال والذوق في حقيقة المحبة للحبيب وحقيقة الشوق.
12. الباب الثاني عشر: تساؤلات في فقه الدعوة.
13. الباب الثالث عشر: تساؤلات في معالم السلوك وتزكية النفس.